# Sociedade de Estudos Açorianos Afonso Chaves
A Sociedade de Estudos Açorianos Afonso Chaves, mais conhecida por Sociedade Afonso Chaves, é uma associação sem fins lucrativos, não governamental, com sede em Ponta Delgada, destinada a congregar esforços no estudo de temáticas ligadas ao conhecimento das Ciências da Natureza nos Açores. Congrega naturalistas e especialistas nos diversos ramos das Ciências da Terra e da Vida. A sociedade foi fundada em 1932 e a sua denominação homenageia o meteorologista e naturalista Francisco Afonso Chaves.

## História e objectivos
A Sociedade de Estudos Afonso de Chaves foi fundada a 12 de Março de 1932 como homenagem ao seu patrono. Foram seus fundadores  José Agostinho, Alfredo Bensaúde, Armando Côrtes-Rodrigues, António da Silveira Vicente, Luís Bernardo Leite de Ataíde, Ernesto Ferreira, Francisco Pacheco de Castro, Teotónio da Silveira Moniz e Tomás Borba Vieira. Publica a revista Açoreana, principalmente vocacionada para estudos científicos, desde Março de 1934. 
A Sociedade Afonso Chaves tem como objectivo continuar os estudos sobre temática açoriana iniciados pelo coronel Afonso Chaves nas áreas da Meteorologia, Geologia, Botânica, Zoologia, História, Etnografia e Artes Plásticas. A actividade mais importante da Sociedade consiste na publicação da revista Açoreana, na qual têm sido divulgados artigos científicos sobre todas as áreas de acção da Sociedade. A publicação da revista iniciou-se em 1934, mantendo-se com regularidade semestral até 1964. Por influência de um grupo de docentes universitários ligados à então nascente Universidade dos Açores, reapareceu em 1981, dando ênfase aos estudos açorianos nas áreas das Ciências da Terra e da Vida. Paralelamente, a Sociedade tem editado diversas obras de carácter científico sobre temática açoriana nas mais diversas áreas do saber.